# Włókniarz Konstantynów Łódzki
KKS Włókniarz Konstantynów Łódzki – polski wielosekcyjny klub sportowy z siedzibą w Konstantynowie Łódzkim, założony w 1950 roku.

## Informacje ogólne
- Pełna nazwa: Konstantynowski Klub Sportowy Włókniarz Konstantynów Łódzki
- Rok założenia: 1950
- Adres: pl. Wolności 60; 95-050 Konstantynów Łódzki
- Barwy: biało-zielone
- Obiekt: Stadion[1] (pojemność 2000) oraz hala Włókniarza
- Sekcje istniejące: piłka nożna, piłka ręczna, podnoszenie ciężarów

## Władze Klubu
- Prezes Zarządu - Tomasz Wdówka
- Wiceprezes ds. Podnoszenia Ciężarów – Jerzy Michał Jaśniak
- Wiceprezes ds. Piłki Nożnej – Michał Bartosik
- Wiceprezes ds. Piłki Ręcznej – Tomasz Lux[2]

## Historia
Klub powstał w 1950 roku w wyniku połączenia Zrywu, Organizacji Młodzieży Towarzystwa Uniwersytetu Robotniczego (OMTUR) oraz KS Super Finh (nazwa zakładu). W następnym roku wybudowano stadion. Początkowo w klubie działały dwie sekcje: piłka nożna oraz lekkoatletyka. W latach 50. i 60. stopniowo dochodziły nowe: boks, koszykówka, siatkówka, szachy, tenis stołowy oraz piłka ręczna i podnoszenie ciężarów, które wkrótce stały się prawdziwą wizytówką klubu. Z tego też powodu w wybudowano najpierw asfaltowe boisko ze sztucznym oświetleniem oraz nową halę. Dziś w klubie działają jedynie trzy sekcje: piłka nożna, piłka ręczna oraz podnoszenie ciężarów.

## Sekcje

### Piłka nożna
Sekcja piłkarska Włókniarza istniała w klubie od początku. Przez ponad 60 lat nie odniosła większych sukcesów. W sezonach 1998/99-2000/01 piłkarze grali w III lidze (3 poziom rozgrywek). Jej barw bronili reprezentanci Polski - Adrian Budka oraz Marcin Kaczmarek. Z kolei trenerami sekcji byli m.in. medalista mistrzostw świata Marek Dziuba oraz były szkoleniowiec ŁKS-u Łódź, Zbigniew Lepczyk.
Obecnie (sezon 2024/2025), piłkarze Włókniarza występują w klasie okręgowej, gr. Łódź (VI poziom rozgrywek piłkarskich w Polsce).
Sukcesy
- Puchar Polski Łódzkiego Związku Piłki Nożnej – sezon 2006/07

### Piłka nożna sekcja żeńska
Sekcja została założona przez Tomasza Wdówkę w sierpniu 2014 roku. Przez ten czas wychowano wiele reprezentantek kadr województwa łódzkiego jak i młodzieżowych reprezentacji Polski.
Sukcesy:
Puchar Polski Łódzkiego Związku Piłki Nożnej – sezon 2021/22
Puchar Polski Łódzkiego Związku Piłki Nożnej w Futsalu – sezon 2021/22
Awans do III ligi - zwycięstwo IV ligi kobiet – wojewódzkiej w sezonie 2020/21
Gra w Centralnej Lidze Juniorek – sezon 2020/21, 2021/22

### Piłka ręczna
Sekcja została założona w 1960 roku, w 10 lat po rozpoczęciu działalności klubu. Była na tyle silna, że zaczęto nawet mówić o „kuźni talentów” w Konstantynowie. W 1965 roku szczypiorniści byli bliscy awansu do ekstraklasy (przegrali baraż z Pogonią Zabrze 21:23). Wkrótce zapadła decyzja o przejściu jej najlepszych zawodników do Anilany Łódź. Wśród nich byli: bramkarz Andrzej Szymczak (dwukrotny olimpijczyk, medalista igrzysk z Montrealu '76) oraz zawodnicy z pola, w tym Wiesław Krygier i Bogdan Michalak (reprezentanci kraju). W latach 70. sekcja zyskała boisko asfaltowe, a w latach 80. halę sportową. Przez pewien czas istniała w klubie także sekcja piłki ręcznej kobiet.
Obecnie szczypiorniści Włókniarza występują w rozgrywkach I ligi (2. poziom).

### Podnoszenie ciężarów
Sekcja podnoszenia ciężarów, podobnie jak piłki ręcznej, została powołana do życia w 1960 roku. Najbardziej utytułowanym jej zawodnikiem był Włodzimierz Jakub, który na olimpiadzie w Montrealu (1976) był rezerwowym, a w MŚ i ME w Moskwie w 1975 oraz ME w Belgradzie w 1980 był o krok od podium, zajmując ostatecznie za każdym razem 4. miejsce.
W 1998 roku sekcja występowała w I lidze. Aktualnie zrzesza grupy młodzieżowe oraz kilku seniorów.

### Pozostałe
- boks – obecnie nie istnieje
- koszykówka – obecnie nie istnieje
- lekkoatletyka – obecnie nie istnieje
- łucznictwo – obecnie nie istnieje
- siatkówka – obecnie nie istnieje
- szachy – obecnie nie istnieje
- tenis stołowy – obecnie nie istnieje